# Sharp Peak
Sharp Peak o Nam She Tsim (蚺蛇尖) és una muntanya de Hong Kong. Es troba al nord de Tai Long Wan a la península de Sai Kung, Nous Territoris, Hong Kong. Té una altura de 468 metres i s'alça sobre la badia de Tai Long Wan. És un dels llocs preferit dels excursionistes de la zona. El Sharp Peak es troba dins del Sai Kung East Country Park.